# Самний

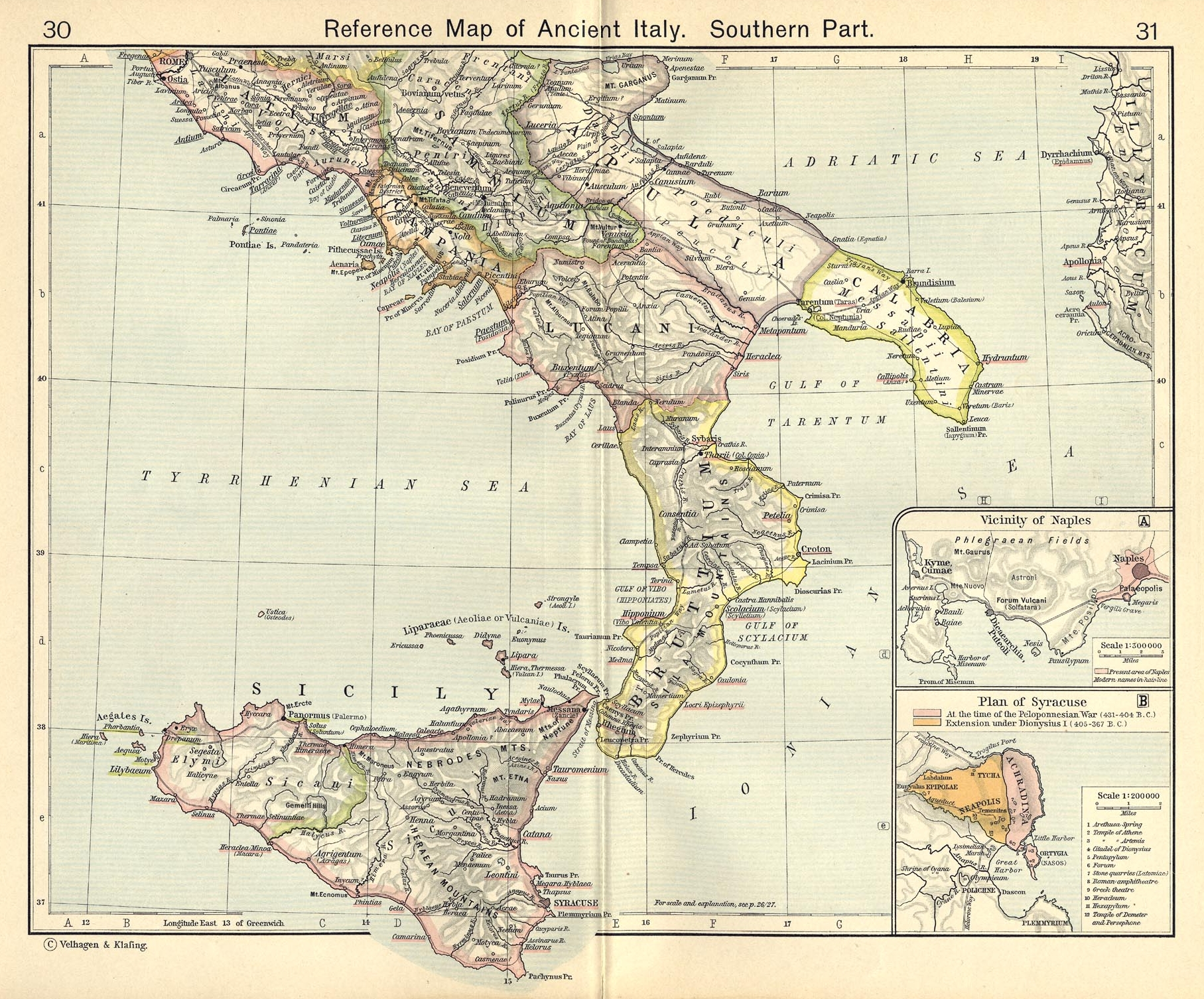
Карта южной части древней Италии

Са́мний, устаревшее — Самниум (лат. Samnium, греч. Σαυνιτῶν, оскский: Safinim) — историческая область древней Италии, населённая преимущественно группой италийских племён самнитов (гирпины, пентрии, карацены, кавдины).
Территория Самния, представляя собой плоскогорье, ограниченное реками Сангро на севере и Офанто на юге, находилась между Апулией, Кампанией, Лацием, Пиценом и областями марсов и других небольших народов. Крупнейшими городами Самния были Эзерния, Бовиан и Малевент.
Самний был слаборазвитой областью с гористым рельефом и небольшим количеством плодородных земель. В связи с этим основой экономики Самния было скотоводство.
На территории Самния проходили крупные сражения Самнитских войн и Союзнической войны. Во время гражданской войны 83—82 до н. э. самниты оказывали упорное сопротивление Сулле, и за это Сулла раздал многим из своих ветеранов земли в Самнии, предварительно отобрав их у самнитов.